# 蔡陳葆心
蔡陳葆心（1931年—），籍貫廣東澄海，香港證券商人，香港證券商協會副主席及永遠名譽會長，前香港聯合交易所副主席，聯交所理事會成員，中潤證券主席。由於在證券界被認為有求必應，因此有「潮州鐵觀音」的稱號。
蔡陳葆心於1960年代已開始參與香港股票市場，擔任出市代表達數十年，曾任香港證券商協會主席，亦曾在合併前的聯合交易所擔任過第一副主席及理事會成員。她曾涉嫌在1993年擔任聯交所副主席期間收受利益，批准聯交所會籍申請，被控受賄罪名，但在1997年被判罪名不成立。
1995年立法局選舉，蔡陳葆心在金融服務界功能組別參選，但敗於詹培忠。近年蔡陳葆心常於一些財經網站上發表文章，發表證券業界的一些意見。
2006年10月，蔡陳葆心捐款於其家鄉潮州開辦「陳葆心學校」，舉行奠基儀式。

## 榮譽
- MBE勳章1995
- 香港證券商協會有限公司永遠名譽會長
- 香港聯合交易所歷屆理事聯誼會副主席
- 香港中華總商會會董
- 渝港經濟合作促進會委員
- 香港聯合交易所有限公司第一副主席1992-1994
- 香港聯合交易所有限公司理事會理事1989-1994 , 1995-2000
- 香港聯合交易所有限公司委員會委員1987-1989
- 香港中央結算所有限公司董事1991-1994 , 1995-2000
- 香港特別行政區選舉委員會(金融服務界)委員第一屆(1996)、第二屆(2001)及第三屆(2006)
- 香港灣仔區各界協會永遠名譽會長
- 註冊財務策劃師協會有限公司名譽顧問
- 汕頭海外聯誼會名譽會長
- 汕頭市政協嶺海絲行社永遠名譽會長
- 中國女企業家協會中國百名杰出女企業家2006
- 民建聯監察委員會委員
- 炮台新市陳葆心學校永遠名譽校長
- 海外潮人企業家協會名譽會長

## 資料來源
- 蔡陳葆心縱橫股壇靠常識 （页面存档备份，存于） 太陽報，2005年6月24日
- 蔡陳葆心變身鐵觀音 （页面存档备份，存于） 太陽報，2006年10月7日
- 《葆心直言－陳葆心》蔡太整餅，大家見過未？ （页面存档备份，存于）
- 「紅背心」揮淚說再見 大公報，2005年7月16日
- 事務委員會-- 立法局財經事務委員會(會議紀要) （页面存档备份，存于） 香港立法局，1997年6月2日
- 對聯交所發展意見書 （页面存档备份，存于） 民主黨
- 旅外鄉親慷慨解囊支援揭東炮臺新市學校建設